# انسان‌دوست
در انگل‌شناسی، انسان‌دوست (به یونانی: Anthrophilia)، از واژهٔ یونانی ἅνθρωπος (anthrōpos به معنی «انسان») و φιλία (philia به معنی «دوستی» یا «عشق»)، به ترجیح یک انگل یا درماتوفیت به انسان بر جانوران دیگر گفته می‌شود. اصطلاح مرتبط با درون‌دوست Endophilia به‌طور خاص به ترجیح برای بودن در زیستگاه‌های انسانی، به ویژه در داخل خانه‌ها اشاره دارد. اصطلاح جانوردوست Zoophilia، در این زمینه، جانورانی را توصیف می‌کند که جانوران غیرانسانی را برای تغذیه ترجیح می‌دهند.